# Rue Elgin (Ottawa)

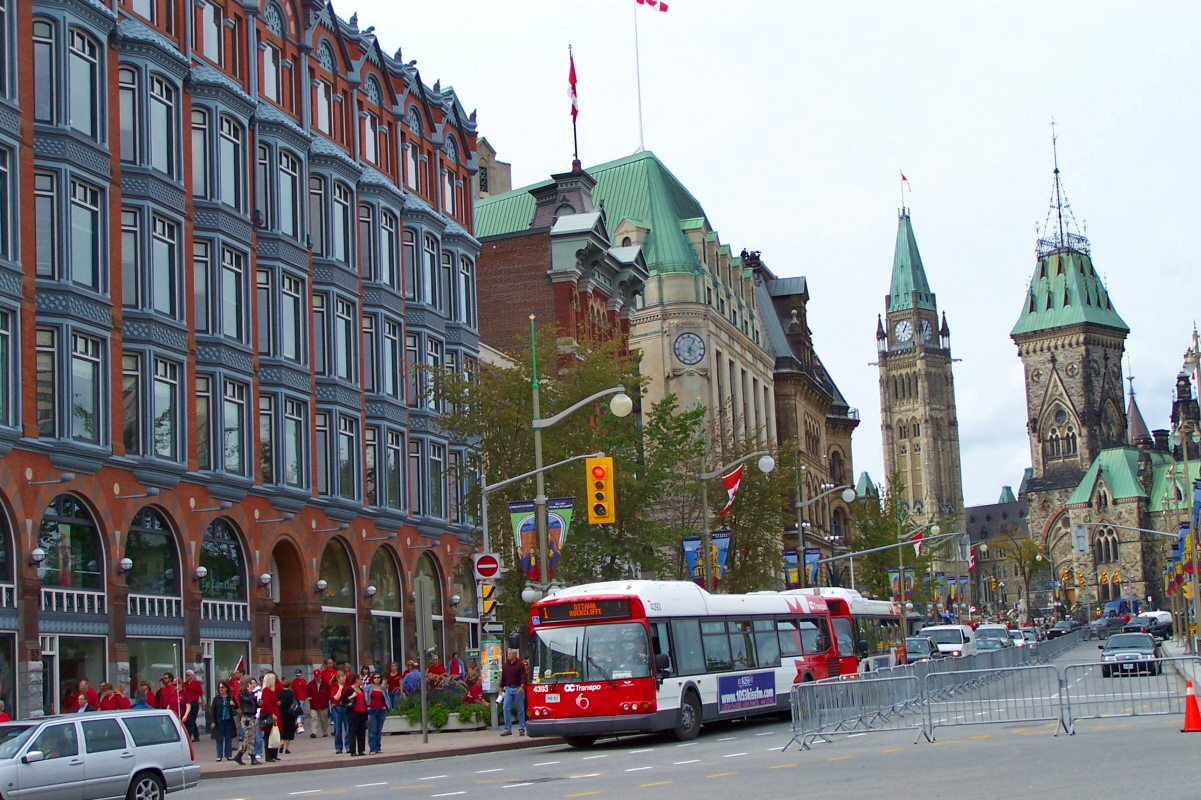
Elgin Street à la hauteur du Parlement du Canada

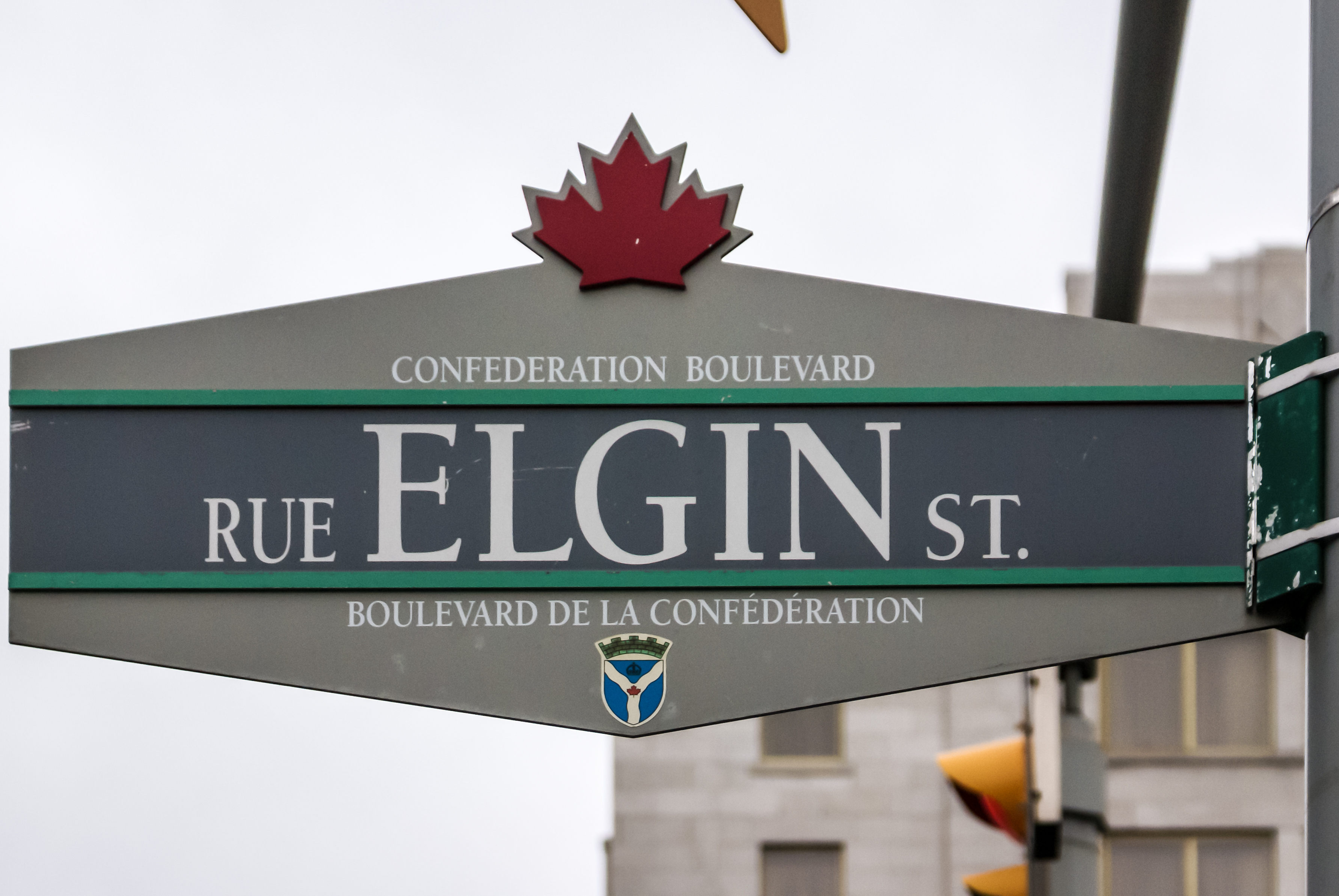
Rue Elgin fait une partie du Boulevard de la Confédération

La Rue Elgin ou Elgin Street est une rue d'Ottawa au Canada. Appelée à l'origine Biddy's Lane, elle fut ensuite rebaptisée ainsi en l'honneur de Lord Elgin.
Longeant le côté ouest du Triangle d'Or, cette rue nord-sud commence à Wellington Street près des limites nord de la ville d'Ottawa, un peu à l'est du Parlement du Canada et à l'ouest du pont enjambant le canal Rideau. Au milieu d'Elgin Street se trouve Confederation Square, qui abrite le National War Memorial. Au sud, à l'est d'Elgin se trouve le Centre national des Arts; à l'ouest la Haute commission britannique. Plus au sud, Elgin dépasse Confederation Park à l'est et le Lord Elgin Hotel à l'ouest. Au sud du parc, juste après Laurier Avenue, se trouve la Ottawa Court House, en face de la First Baptist Church, puis le City Hall (anciennement siège de la Regional Municipality of Ottawa-Carleton) puis la Knox Presbyterian Church.
Au sud, la rue pénètre dans le quartier des affaires, où elle est bordée de magasins, restaurants et bars. En progressant plus au sud la rue devient résidentielle, abritant des maisons basses. Elgin finit sur Queensway, où elle devient Hawthorne Avenue.

## Source
- (en) Cet article est partiellement ou en totalité issu de l’article de Wikipédia en anglais intitulé « Elgin Street (Ottawa) » (voir la liste des auteurs).